# آتاماس
آتاماس، (به یونانی: Αθάμας)، در اسطوره‌های یونان، پسر آیولوس است.
او پادشاه اورخومنوس در بئوسی شد و با الهه ابر (نفله) ازدواج کرد و صاحب دو فرزند به نام‌های فریکسوس و هله، شد. پس از جدایی از نفله با اینو، دختر کادموس و هارمونیا، ازدواج کرد که از او نیز صاحب دو پسر به‌نام‌های لیارخوس و ملیکرتس، شد. اینو نسبت به فرزندان نفله حسادت می‌کرد. به زنان آموخت که بذرهای گندم و جو را قبل از کاشت برشته کنند. به این ترتیب محصولی به دست نیامد و سرزمین دچار قحطی شد. سپس اینو آتاماس را تحریک کرد که یکی از فرزندان همسر اول خود را به پیشگاه خدایان قربانی کند. در هنگام اجرای مراسم قربانی قوچی جادویی که از طرف خدایان (هرمس یا زئوس) ظاهر شد که پشمی زرین داشت و سخن می‌گفت. فریکسوس و هله بر قوچ سوار شدند و قوچ پرواز کرد. در راه با تکان خوردن بدن قوچ هله افتاد و در تنگه‌ای که بعدها به نام او «دریای هله» نام گرفت، غرق شد اما فریکسوس به سلامت به کولخیس رسید.